# Hünengräberstraße des Hümmling
Die sechs besser erhaltenen Megalithanlagen an der Hünengräberstraße des Hümmling liegen beiderseits der Straße K 138 von Groß Berßen nach Hüven auf dem Hümmling im Emsland in Niedersachsen. Die teils in der Heide des 14 Hektar großen Naturschutzgebietes „Holschkenfehn“ befindlichen Großsteingräber tragen die Sprockhoff-Nr. 856–861 und sind unterschiedlich gut erhalten.
Die Megalithanlage aus der Jungsteinzeit wurde von der Trichterbecherkultur (TBK) zwischen 3500 und 2800 v. Chr. errichtet. Neolithische Monumente sind Ausdruck der Kultur und Ideologie neolithischer Gesellschaften. Ihre Entstehung und Funktion gelten als Kennzeichen der sozialen Entwicklung. Diese Großsteingräber wurden erstmals in einer Reisebeschreibung von 1825 erwähnt. Schon damals waren einzelne Anlagen zerstört. Systematische Ausgrabungen fanden vor allem 1955/1956 statt.

## Beschreibung
- Die westlichste Kammer, das „Großsteingrab im Ipeken“ I – Tannenwald (Sprockhoff-Nr. 856), liegt unmittelbar südlich der Straße in einer unvollständigen ovalen Einfassung, von der 24 Steine erhalten sind. Von der Kammer sind fast nur die Decksteine zu erkennen. Ehemals werden es zehn gewesen sein. Heute sind sieben vollständig, ein achter ist in Bruchstücken erhalten.
- Für das weiter östlich gelegene Grab Nr. II (Sprockhoff-Nr. 857) siehe den Hauptartikel Großsteingrab im Ipeken.
- Auf derselben Straßenseite, stößt man nach weiteren 500 Metern auf zwei Steinkammern. Von der stark gestörten westlichen Anlage Groß-Berßen IV (Sprockhoff-Nr. 858 – Groß Berßen IV) stecken nur noch drei Deck- und zwei Tragsteine in den Resten des Hügels.

Hünengräberstraße auf dem Hümmling
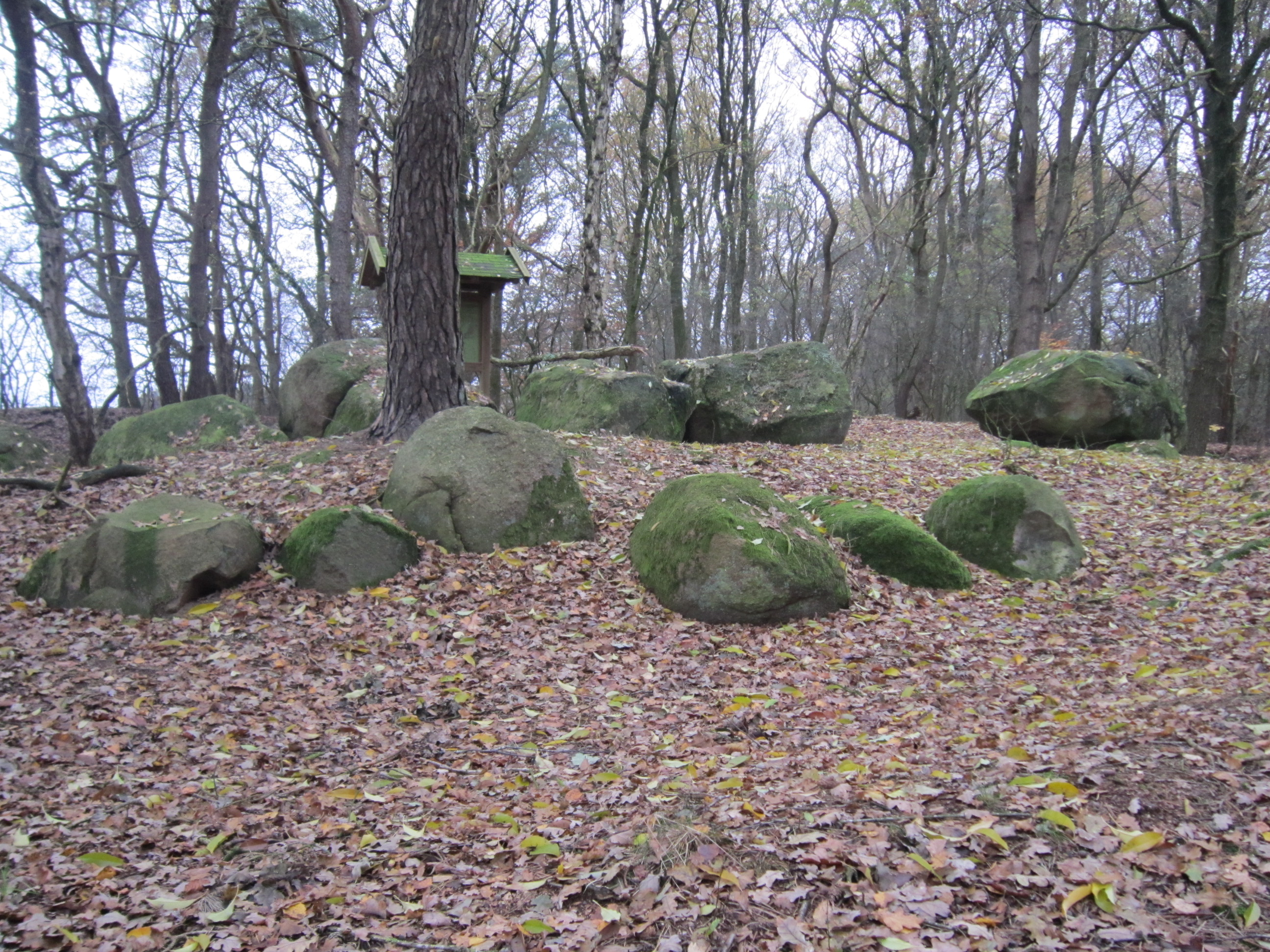
Anlage Groß Berßen I („Im Ipeken I - Tannenwald“)
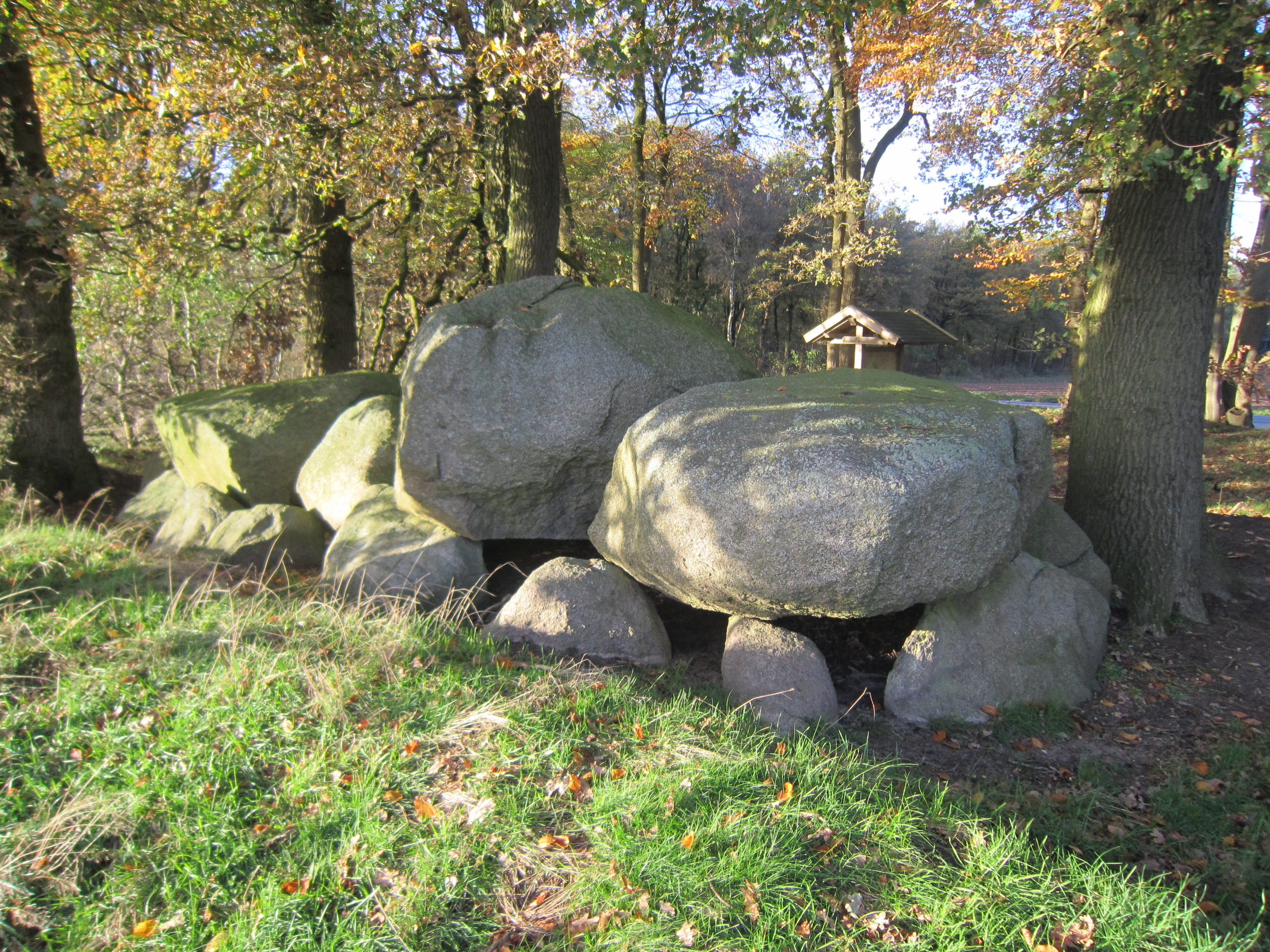
Anlage Groß Berßen II („Im Ipeken II“)
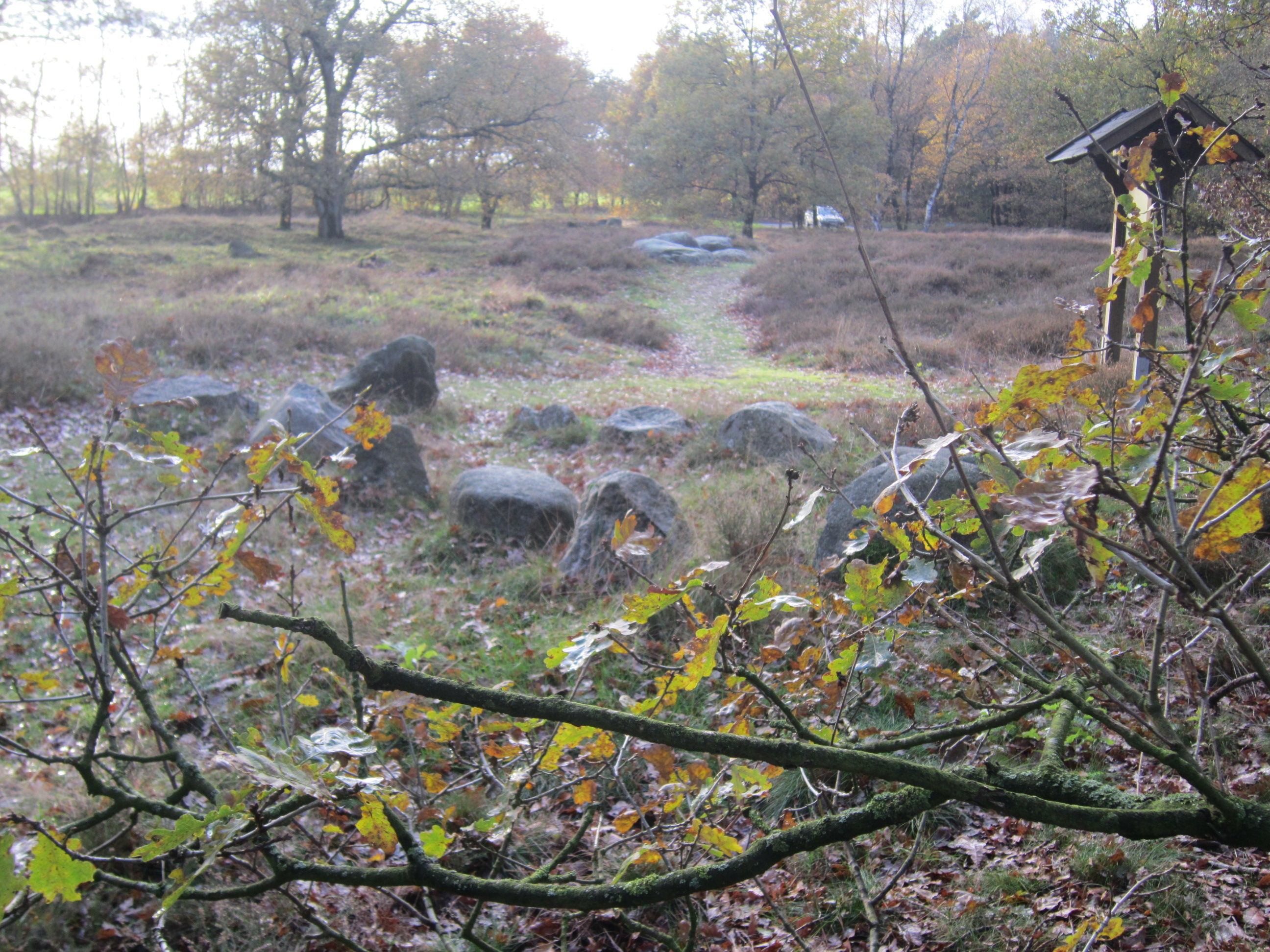
Anlagen Groß Berßen V (vorne) und Groß Berßen IV (hinten)
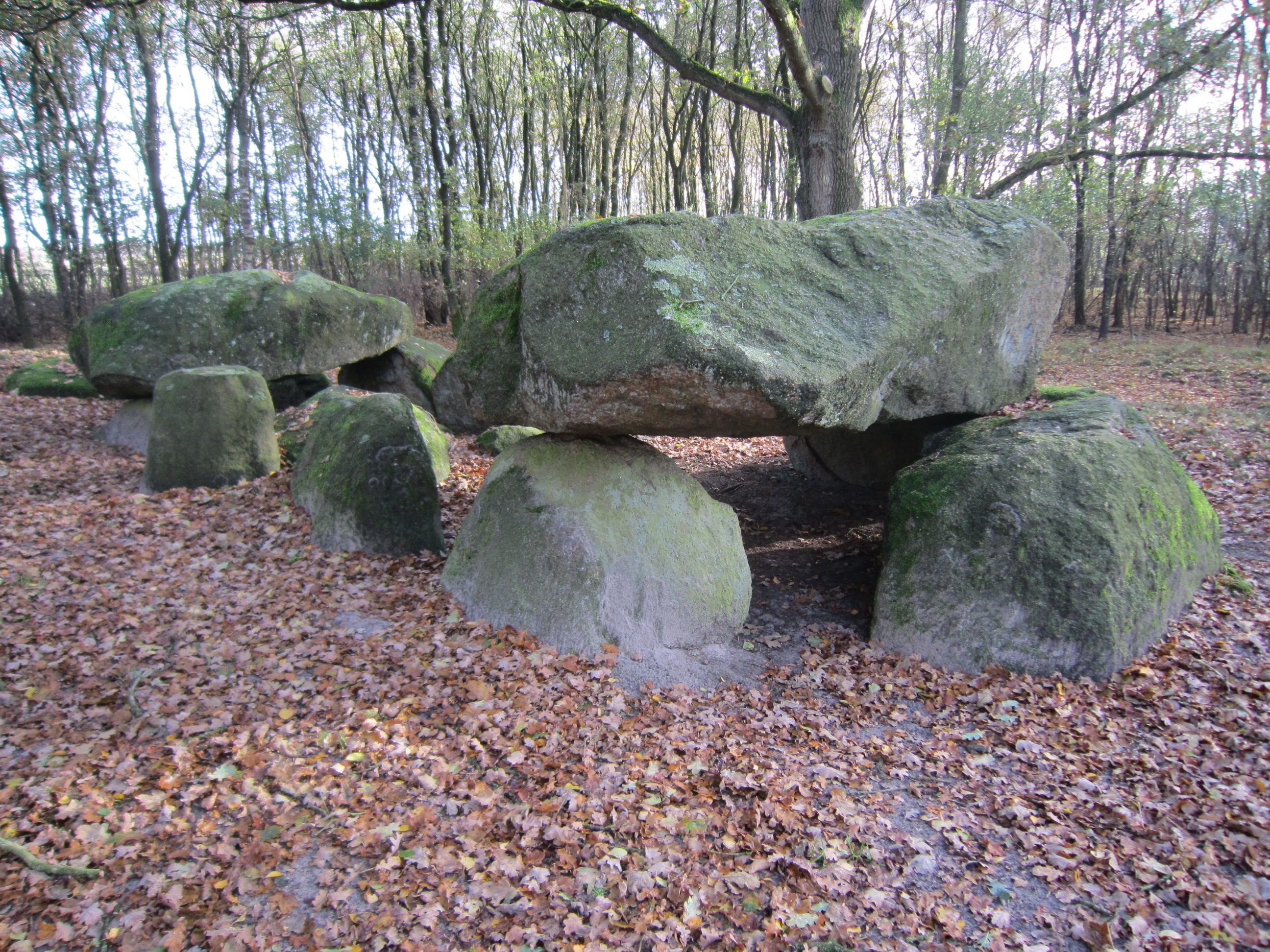
Anlage Groß Berßen VI („Wappengrab“)
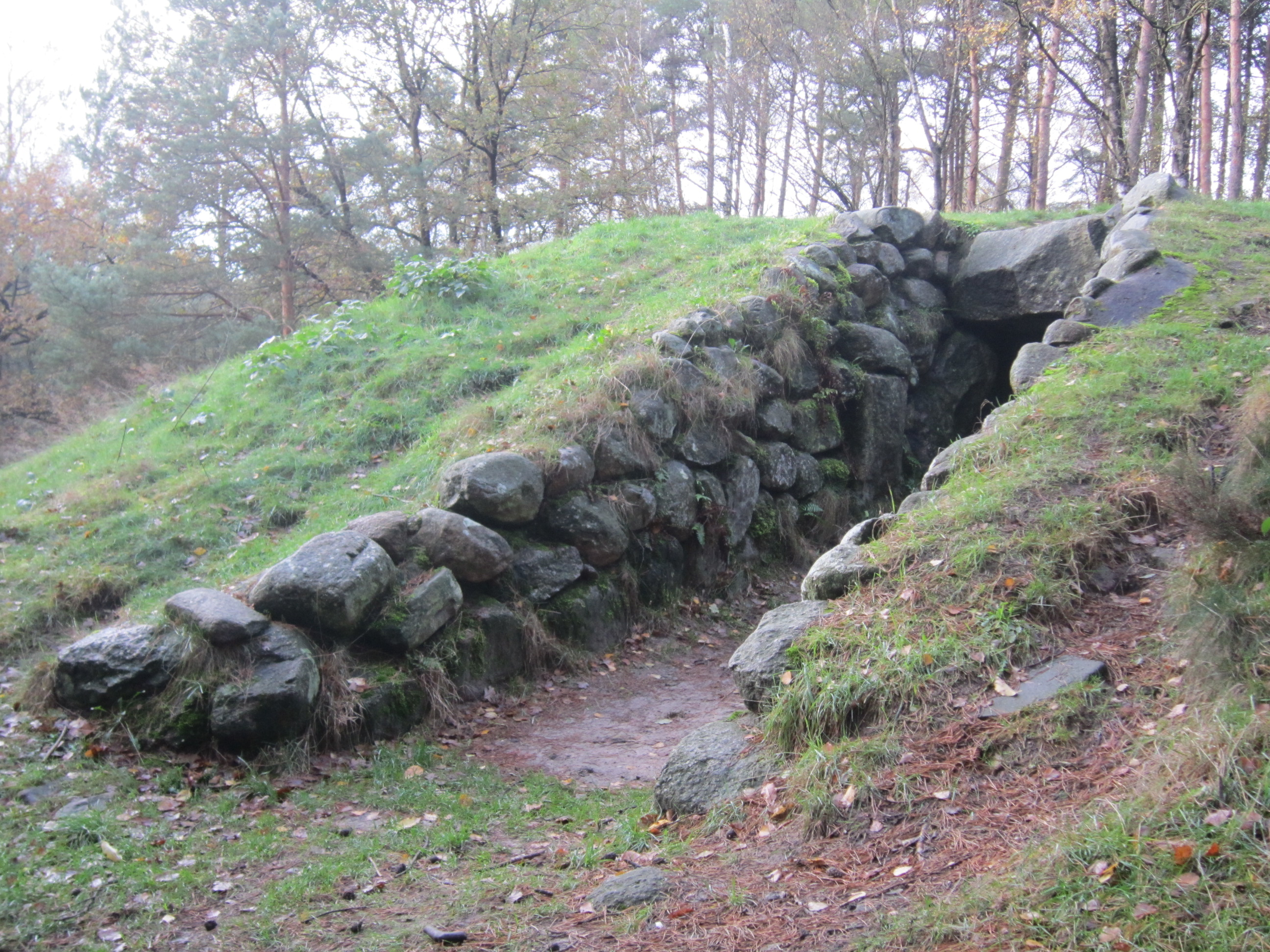
Groß Berßen VII (Rekonstruiertes Grab)
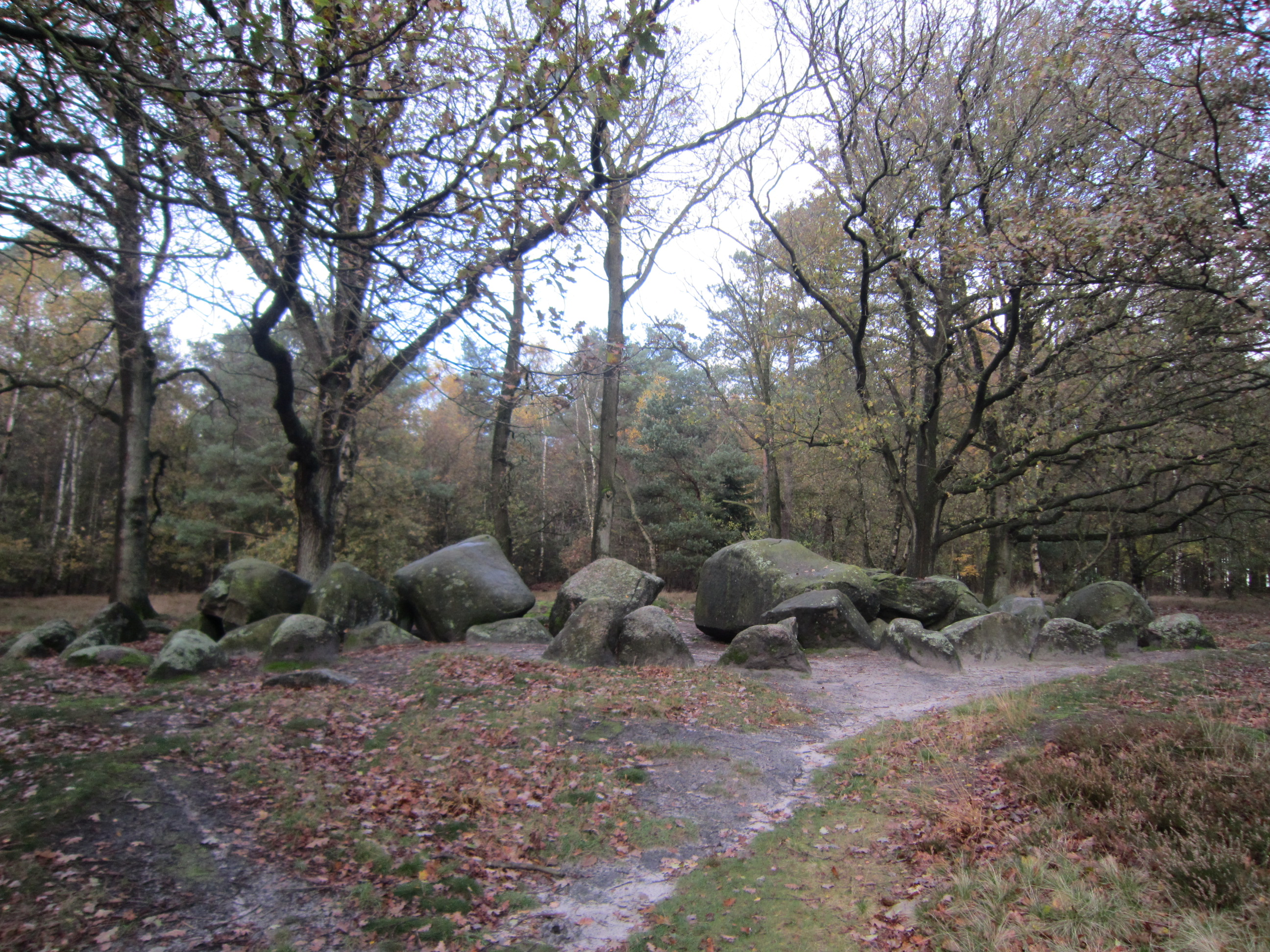
Anlage Groß Berßen VIII („Königsgrab“)

- Besser erhalten ist die östliche Kammer (Sprockhoff-Nr. 859 – Groß Berßen VI). Die ehemals fünf Decksteine trug In situ befindet sich der westliche und einer der drei mittleren Decksteine. Von den teils zerbrochenen übrigen Decksteinen, trägt ein abgewälzter am Ostende liegender Bohrlöcher, als Spuren, einer nicht mehr ausgeführten Sprengung. Die Anlage diente bereits als Vorbild für das Wappen des Landkreises Aschendorf-Hümmling. Seit 1981 ist das Symbol Teil des Wappens des Landkreises Emslands, des Nachfolgers des Landkreises Aschendorf-Hümmling. Daher wird die Grabanlage auch „Wappengrab“ genannt.
- Für das „Königsgrab von Groß Berßen“ (Sprockhoff-Nr. 860), das etwas abseits der Straße auf der nördlichen Seite liegt, siehe Hauptartikel Königsgrab von Groß Berßen.
- In Sichtweite, etwas östlicher und näher an der Straße, liegt die rekonstruierte Anlage Groß-Berßen VII (Sprockhoff-Nr. 861). In dem ovalen Hügel steckt eine Kammer mit fünf Decksteinen. Im Inneren erkennt man das wiederhergestellte Zwischenmauerwerk und die Bodenpflasterung. Der Eingangsbereich entspricht nicht dem ursprünglichen Zustand.

Bereits 1825 lieferte Heinrich Bödiker eine erste detaillierte Beschreibung der Anlagen. Durch Berichte des 19. und 20. Jahrhunderts wird klar, dass bereits zwischen 1750 und 1800, an den Anlagen im größeren Umfang Zerstörungen vorgekommen sind. Noch in der Mitte des 20. Jahrhunderts kam es an mehreren Denkmälern zu wilden Grabungen. 1955 wurden unter der Leitung von Elisabeth Schlicht umfangreiche Herrichtungen und Ausgrabungen im Zuge des Straßenausbaus unternommen. Dabei kam es zur vollständigen Untersuchung von Hügel und Steinkammer Sprockhoff-Nr. 861. Der Bau der acht Meter langen Steinkammer mit je sechs Tragsteinen auf der nördlichen Langseite und der schon stark zerstörten südlichen Langseite sowie den beiden Schlusssteinen, konnte genau rekonstruiert werden. Das Bodenpflaster, der Zugang und Teile des Zwischenmauerwerks, waren noch in Resten erhalten. Die ehemalige Steineinfassung des Hügels konnte nicht ermittelt werden. Vor allem unter den in die Kammer verstürzten Decksteinen konnten noch Grabbeigaben geborgen werden. Neben zwei Schlagsteinen, den Reste einer kleinen Kupferscheibe und einem roh zugeschlagenen Feuersteinbeil kamen 22 querschneidigen Pfeilspitzen zutage. Den größten Anteil hatten die Keramikscherben, aus denen sich 330 Gefäße rekonstruieren ließen. Es handelt sich überwiegend um Flaschen- und schalenähnlichen Formen und verzierte Trichterbecher. E. Schlicht erkannte an der Form und Verzierung drei verschiedene Stilgruppen.